# Taivalkoski
Taivalkoski è un comune finlandese di 3825 abitanti, situato nella regione dell'Ostrobotnia Settentrionale.